# Eriogonum inflatum
Eriogonum inflatum är en slideväxtart som beskrevs av John Torrey. Eriogonum inflatum ingår i släktet Eriogonum och familjen slideväxter. Inga underarter finns listade i Catalogue of Life.